# Ceresium gracile
Ceresium gracile är en skalbaggsart som först beskrevs av Benoit-Philibert Perroud 1855.  Ceresium gracile ingår i släktet Ceresium och familjen långhorningar.
Artens utbredningsområde är Sri Lanka. Inga underarter finns listade i Catalogue of Life.